# Блек-Гаммок (Флорида)
Блек-Гаммок (англ. Black Hammock) — переписна місцевість (CDP) в США, в окрузі Семінол штату Флорида. Населення — 1195 осіб (2020).

## Географія
Блек-Гаммок розташований за координатами 28°42′27″ пн. ш. 81°10′40″ зх. д. / 28.70750° пн. ш. 81.17778° зх. д. (28.707568, -81.177819).  За даними Бюро перепису населення США в 2010 році переписна місцевість мала площу 28,26 км², уся площа — суходіл. В 2017 році площа становила 35,19 км², з яких 27,96 км² — суходіл та 7,23 км² — водойми.

## Демографія
Згідно з переписом 2010 року, у переписній місцевості мешкали 1144 особи в 415 домогосподарствах у складі 312 родин. Густота населення становила 40 осіб/км².  Було 439 помешкань (16/км²).
Расовий склад населення:
| - 90,9 % — білих - 3,1 % — чорних або афроамериканців - 1,4 % — азіатів - 0,3 % — корінних американців - 2,7 % — осіб інших рас |

До двох чи більше рас належало 1,7 %. Частка іспаномовних становила 9,4 % від усіх жителів.
За віковим діапазоном населення розподілялося таким чином: 22,2 % — особи молодші 18 років, 67,3 % — особи у віці 18—64 років, 10,5 % — особи у віці 65 років та старші. Медіана віку мешканця становила 43,8 року. На 100 осіб жіночої статі у переписній місцевості припадало 109,9 чоловіків;  на 100 жінок у віці від 18 років та старших — 109,4 чоловіків також старших 18 років.
За межею бідності перебувало 19,7 % осіб, у тому числі 22,8 % дітей у віці до 18 років та 4,1 % осіб у віці 65 років та старших.
Цивільне працевлаштоване населення становило 458 осіб. Основні галузі зайнятості: науковці, спеціалісти, менеджери — 40,6 %, освіта, охорона здоров'я та соціальна допомога — 19,9 %, фінанси, страхування та нерухомість — 13,5 %.